# Usito
 (décembre 2020).
Le dictionnaire Usito, appelé successivement le Franqus puis le Dictionnaire de la langue française – Le français vu du Québec avant son lancement commercial, est un dictionnaire du français standard en usage au Québec élaboré par le groupe de recherche Franqus de l'Université de Sherbrooke.
Ce dictionnaire est destiné aux étudiants des niveaux secondaire, collégial et universitaire, ainsi que tous ceux qui ont besoin de consulter un dictionnaire de langue, dans le cadre de leur vie sociale ou professionnelle. Il sera utile autant pour les gens du Québec, que pour les gens du Canada et ailleurs dans la francophonie.
La dictionnaire Usito a été dirigé par Hélène Cajolet-Laganière, Pierre Martel et Chantal-Édith Masson, professeurs à l'Université de Sherbrooke. De plus, Nadine Vincent et Jean-Claude Boulanger figurent parmi les principaux membres et collaborateurs de l'équipe.

## Caractéristiques du dictionnaire
Le dictionnaire Franqus s'inscrit dans la lignée d'autres dictionnaires généralistes du français québécois qui l'ont précédé, comme le Multidictionnaire, le dictionnaire informatique du correcteur Antidote le Dictionnaire du français plus et le Dictionnaire québécois d'aujourd'hui. Pour la partie commune au français québécois et au français international, il reprend du contenu proposé par le TLFi.

### Marques topolectales
Les marques topolectales (UQ) et (UF) sont utilisées pour indiquer les mots et les sens caractéristiques de l'usage québécois et de l'usage français (de France), respectivement. Le dictionnaire permettra ainsi autant aux lecteurs français, qu'aux lecteurs québécois de distinguer les lexies qui sont caractéristiques de leur lexique respectif ou du lexique qu'ils partagent.

### Nomenclature
Le dictionnaire comporte une nomenclature d'environ 60 000 mots, répartis dans plus de 45 000 articles lexicographiques. En outre, il est enrichi de 85 articles encyclopédiques rédigés par des collaborateurs spécialistes des thèmes traités (la langue, la culture, l'histoire, etc. au Québec). Parmi ces articles, on compte notamment un lexique d'acadianismes, un lexique de belgicismes et un lexique d'helvétismes.
On y retrouve entre autres des mots employés dans le registre standard au Québec, comme polyvalente, cégep et aluminerie. Pour certains mots, comme pomme, laitue et truite, il y a été décidé d'ajouter des variétés typiques au Québec, comme la lobo (pomme), la frisée (laitue) et la moucheté.
Les emprunts à l'anglais critiqués y sont référencés, mais une note informe le lecteur que cet emprunt est critiqué et lui propose des termes neutres. En ce qui concerne les sacres, ils sont laissés de côté pour éviter qu'un élève dise à son enseignant : « C'est bon, c'est dans le dictionnaire. » Ils sont référencés seulement comme des objets de culte, mais renverront vers un article encyclopédique sur les jurons. De même, les connecteurs oraux (exemples : « genre », « pis », « -tu », « faque », « tsé », « ben ») ne font pas partie de la nomenclature du dictionnaire, mais ils sont étudiés dans un des articles encyclopédiques compris dans le dictionnaire.

### Transcriptions phonétiques
Les transcriptions phonétiques des lexies reflètent l'usage standard québécois. Si les phénomènes de variation systématique comme l'affrication, le relâchement des voyelles fermées et la diphtongaison n'y sont pas marqués, les phénomènes phonologiques distinctifs sont retenus. À titre d'exemple, l'indication de l'allongement historique de certaines voyelles permet de bien distinguer la prononciation du nom « maître » [mɛːtʀ] et du verbe « mettre » [mɛtʀ], alors que ces deux mots sont notés avec la même prononciation dans l'édition 2012 du Petit Robert.

## La création du dictionnaire
Celui-ci est le premier dictionnaire général de langue française basé essentiellement sur des corpus linguistiques québécois. Le principal corpus lexical sur lequel s'appuie l'équipe de rédaction comprend plus de 52 millions de mots occurrences puisés dans quelque 15 000 textes de natures journalistique, technique, littéraire, etc.
L'équipe Franqus a « établi une convention de collaboration scientifique » avec le Trésor de la langue française (TLF), ce qui permet à son dictionnaire d'utiliser légalement des définitions du TLF pour des mots d'ordre général, comme triangle. De même, certaines définitions de nature plus terminologique sont empruntées au Grand dictionnaire terminologique de l'Office québécois de la langue française.

### Le lancement de l'ouvrage
La version électronique préliminaire du dictionnaire a d'abord été publiquement présentée à l'occasion du congrès de la Fédération internationale des professeurs de français, à Québec, en juillet 2008.
La création du dictionnaire étant plus longue que prévu, le lancement de l'ouvrage a toutefois connu quelques reports par la suite. La version web, réservée à un groupe d'évaluation, d'abord planifiée pour octobre 2008, a en fin de compte été mise en ligne en 2009. Le projet de diffusion d'une version papier, annoncée pour l'automne 2009 par la revue L'actualité du 15 mars 2008, a été abandonné.
Usito désigne la nouvelle version commercialisée en 2013 du dictionnaire qui a été réalisé dans le cadre du projet Franqus. Depuis 2009, une version pilote de ce dictionnaire intitulée « Dictionnaire de la langue française - Le français vu du Québec » a été diffusée en ligne gratuitement et mise à l’essai auprès de plusieurs milliers d’utilisateurs volontaires. En 2012, une société, les Éditions Delisme, a été créée pour commercialiser sous le nom Usito le dictionnaire réalisé dans le cadre du projet Franqus. La commercialisation d’Usito permettra de maintenir une équipe de base chargée d’en assurer l’enrichissement, la mise à jour et la diffusion.

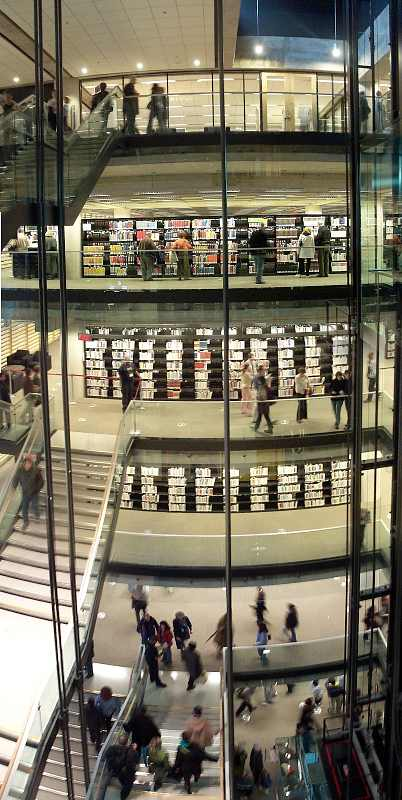
Point de vue des six niveaux de la Grande Bibliothèque.

Le dictionnaire Usito a été lancé officiellement le 22 mars 2013 à la Bibliothèque nationale du Québec en présence de la ministre de l’Éducation, du Loisir et du Sport, Marie Malavoy, et de près d'une centaine d’invités. Avec ses 60 000 mots traités, Usito a été réalisé sous la direction éditoriale d’Hélène Cajolet-Laganière et de Pierre Martel, avec le concours de Louis Mercier à titre de conseiller éditorial. Chantal-Édith Masson a assuré la direction informatique. Tous sont professeurs à la Faculté des lettres et sciences humaines.
En 2013, un article dans le journal Le Devoir indiquait que le dictionnaire avait coûté 10 millions de dollars en deniers publics. Un abonnement individuel d'un an coûtait 19,99 $ (en août 2016), toutefois il existait des tarifs préférentiels pour les établissements d'enseignement et les bibliothèques publiques.
Depuis le 3 octobre 2019, l'Université de Sherbrooke permet l'utilisation gratuite de ce dictionnaire à tous,.
Le 13 juillet 2022 le logo du dictionnaire Usito a été renouvelé.